# Leonte (re di Sparta)
Leonte (in greco antico: Λεών?, Leòn; Sparta, ... – 560 a.C. circa) è stato un re di Sparta della dinastia degli Agiadi.

## Biografia
Secondo Pausania ed Erodoto era figlio del predecessore Euricratide e padre del successore Anassandrida II.
Durante il suo regno gli Spartani furono ancora impegnati nella guerra contro Tegea iniziata dal padre Euricratide, che continuò a svolgersi in modo per lo più sfavorevole a Sparta. La guerra fu poi vinta dal figlio Anassandrida II.